# Knema malayana
Knema malayana är en tvåhjärtbladig växtart som beskrevs av Otto Warburg. Knema malayana ingår i släktet Knema och familjen Myristicaceae. Inga underarter finns listade i Catalogue of Life.